# Barbados en los Juegos Olímpicos de Londres 2012
Barbados estuvo representado en los Juegos Olímpicos de Londres 2012 por seis deportistas masculinos que compitieron en tres deportes.
El portador de la bandera en la ceremonia de apertura fue el atleta Ryan Brathwaite. El equipo olímpico barbadense no obtuvo ninguna medalla en estos Juegos.